# Szodoray Lajos
Szodoray Lajos (Budapest, 1904. március 26. – Debrecen, 1980. november 24.) bőrgyógyász, egyetemi tanár, az orvostudományok kandidátusa (1952), doktora (1955).

## Élete
Szodoray Lajos (1869–1951) banktisztviselő, a Kereskedelmi Bank cégjegyzője és Wrbenszky Ilona (1882–1933) fiaként született. Középiskolai tanulmányait 1914 és 1922 között a Budapesti II. kerületi Egyetemi Katolikus Főgimnáziumban végezte. Ezután fél évig a Bécsi Egyetem Orvostudományi Karának hallgatója volt. A budapesti Pázmány Péter Tudományegyetemen avatták orvosdoktorrá (1928). 1927–1928-ban az I. sz. Kórbonctani Intézetben dolgozott gyakornokként, majd oklevelének megszerzése után előbb a Bőr- és Nemikórtani Klinika gyakornoka, 1929-től tanársegéde volt. 1931-ben jogosulttá vált a bőr- és bujabetegségek szakorvosa cím használatára és felvették a szakorvosok névjegyzékébe. Tudományos munkásságát 1939 januárjában a bőrkórtani laboratóriumi vizsgálati módszerek tárgyköréből magántanárrá habilitálásával ismerték el. 1943-tól címzetes adjunktusi kinevezést kapott. A klinikán 15 évig a szövettani, majd 5 évig a szerológiai laboratóriumot vezette. 1945 áprilisától 1946 júniusáig a Klinikát megbízott vezetőként irányította. Ez idő alatt megszervezte a klinika terápiás és tudományos munkájának helyreállítását, valamint két romba dőlt osztály működését újból elindította.
1949. december 15-én kinevezték a Debreceni Egyetem Bőr- és Nemikórtani Klinika nyilvános tanárává és igazgatójává, amelyet 25 éven át, 1974. évi nyugdíjazásáig vezetett. 1950 márciusában tartotta tanszékfoglaló előadását. Az egyik első fontos feladata az alapvető szövettani és hisztokémiai laboratórium létrehozása volt. Ezt követően új laboratóriumokat indított el szerológiai, bakteriológiai, fotodermatológiai, allergológiai és andrológiai területeken. 1951-ben Oláh professzor vezetésével megalapította az Országos Orvosi Mikológiai Állomást, amelynek célja a terápiás és kutatómunka támogatása, valamint a fiatal mikológusok képzése volt. A Debreceni Bőrgyógyászati Klinikán 55-ről 114-re emelte a meglévő ágyak számát, új gyermek- és venereás osztályt állított fel, továbbá kiemelt figyelmet fordított az égési sérülést szenvedett betegek modern terápiájára. Kutatásai során Debrecenben is elsősorban a szövettan és a szerológia területén tevékenykedett. Mind apsoriasis, mind a daganatok patomechanizmusának és hisztológiájának területén számos új megállapítást tett.
A Bőrgyógyászati Klinika irányítása mellett számos fontos feladatot látott el a Debreceni Orvostudományi Egyetemen belül és azon kívül is. Az 1952–1953-as tanévben a Debreceni Orvostudományi Egyetem dékánja, 1954–1955-ben az egyetem tudományos dékánhelyettese, 1961 és 1964 között pedig tudományos rektorhelyettese volt. Az Országos Szakvizsgabizottság alelnökévé választották, és több mint 20 évig a debreceni bizottság elnöke volt. 1954-től 1969-ig az Egészségügyi Tudományos Tanács tagja, a Tudományos Ismeretterjesztő Társulat Hajdú-Bihar megyei osztályának pedig elnöke volt. A Debreceni Orvostudományi Egyetem önállósodása után fontos szerepet játszott a Kenézy Gyula Könyvtár mint önálló intézmény megalapításában, melynek egy éven át a vezetője is volt és mintegy 60%-kal emelte a könyvtár könyvállományát. 1968-tól haláláig tagja és szerkesztője volt az Orvostörténeti Közlemények szerkesztőbizottságának, melyben több közleménye és tanulmánya jelent meg.
Kiterjedt orvostörténeti munkásságának eredményeképpen 1958-tól a Magyar Tudományos Akadémia Orvostörténeti Bizottságának tagja és társelnöke, 1968-ban pedig elnöke volt. A Bőrgyógyászati és Venerológiai Szemle, a Magyar Onkológia, valamint több külföldi folyóirat szerkesztőbizottságának volt tagja.
A Debreceni köztemetőben nyugszik.

### Családja
Felesége dr. Jósa Berta (1911–1980) egyetemi klinikai orvos volt, Jósa Kálmán Pál és Reissner Erzsébet lánya, akivel 1937. május 26-án Budapest I. kerületében kötött polgári házasságot. Egy nappal később a Szilágyi Dezső téri református templomban tartották egyházi esküvőjüket. Gyermekei: Szodoray Antal mérnök, Szodoray Péter orvos, Szodoray Erzsébet középiskolai tanár és Szodoray Éva banktisztviselő.

## Művei
- Haematologiai vonatkozások a dermatologiában. (Budapesti Orvosi Újság, 1931, 41.)
- Hámelváltozások kátránykeverékkel kezelt fehéregerek bőrén. (Magyar Orvosi Archívum, 1932)
- A bőrgyógyászat haladása az 1938. évben. (Orvosképzés, 1939)
- Kiváltó eljárások syphilises betegeken. Faragó Lászlóval. (Orvosi Hetilap, 1940, 9.)
- A syphilises seroresistentia kérdéséről. (Orvosi Hetilap, 1941, 7.)
- A későn felfedezett syphilis-esetek gyakoriságáról. (Orvosi Hetilap, 1942, 18.)
- A syphilises betegek porphyrin anyagcseréjéről. (Orvosképzés, 1943)
- A dyshidrosiform kéz- és lábmycosisokról. (Bőrgyógyászati, Urológiai, Venerológiai Szemle és Kozmetika, 1944)
- Adatok a festékes anyajegyek szövettanához. (Orvostudományi Közlemények, 1944)
- A penicillin és az antibioticumok felfedezésének története. A penicillin előállítása, kémiája és hatástana. (Bőrgyógyászati és Venerológiai Szemle, 1947)
- A heterotopiás apokrin mirigyekről. (Orvosi Hetilap, 1948. 23.)
- A pemphigus néhány időszerű kérdéséről. Többekkel. (Orvosi Hetilap, 1950. 32.)
- Bőr- és nemibetegségek. Rajka Ödönnel. Egyetemi tankönyv. (Budapest, 1951, 2. javított kiadás. 1953, 3. átdolgozott kiadás. 1960, 4. javított kiadás. 1962)
- Untersuchungen der Gewebe-Enzyme der Haut bei Schuppenflechte. Sóvári Évával. (Acta Morphologica, 1953)
- Contribution à l’étude de l’histologie de la neuroangiosis cruris. Sóvári Évával. (Acta Medica, 1954)
- A psoriasis pathomechanizmusának idegi tényezői. Doktori értekezés. (Debrecen, 1954)
- Die Bedeutung elektrodermatographischer Untersuchungen in einzelnen Dermatosen. Selényi Antallal, Vezekényi Klárával. (Acta Medica, 1955)
- Néhány adat az 1848–1849-i szabadságharc venereás helyzetéhez. (Országos Orvostörténeti Könyvtár Közleményei, 1956)
- A sclerodermáról, különös tekintettel a histogenesisére és histochemiájára. (Orvosi Hetilap, 1957. 29.)
- Orvosi mykológia. Szerk. (Akadémiai Kiadó, Budapest, 1957)
- A bőr jó- és rosszindulatú daganatairól. Endes Pongráccal. (Magyar Onkológia, 1957)
- A lábszárakon fellépő csomós bőrelváltozásokról. (Orvosi Hetilap, 1959. 5.)
- A kéményseprőrák. Szondy Györggyel. (Bőrgyógyászati és Venerológiai Szemle, 1959)
- A bőr enzymjeinek histochemiája. – Az erythema nodosum szövettana. (Bőrgyógyászati és Venerológiai Szemle, 1960)
- Correlation between Scleroderma and Dermatitis atrophicans. Concept of the So-called Diseases. Daróczy Pállal. (Acta Morphologica, 1960)
- Debreceni orvosok, gyógyítók és kórházak a XVII–XVIII. században. (Országos Orvostörténeti Könyvtár Közleményei, 1960)
- A bőrbetegségek kóroktanáról és keletkezéséről. Adalékok a dialektikus szemlélet érvényesítéséhez a dermatológiában. (Orvosképzés, 1960)
- A melanocyták – dendritsejtek – viselkedése egyes bőrdaganatokban. (Bőrgyógyászati és Venerológiai Szemle, 1961)
- A vasculitisekről, különös tekintettel. dermatológiai vonatkozásaikra. (Orvosi Hetilap, 1962. 41.)
- A fény eredetű dermatosisok agrárdolgozókon. (Bőrgyógyászati és Venerológiai Szemle, 1962)
- A bőr mastocytosisairól. Csóka Imrével, Nagy Endrével. (Magyar Onkológia, 1962)
- A fény okozta cheilitisekről, mint rákelőző állapotról. (Magyar Onkológia, 1963)
- Collagen betegségek. Petrányi Gyulával. (A gyakorló orvos könyvtára. Bp., 1963)
- A mastocytosis egyes kérdéseiről. – Néhány hólyagos bőrbetegség szövettani jellegzetességeiről. Csóka Imrével, Vezekényi Klárával. (Bőrgyógyászati és Venerológiai Szemle, 1963)
- Mezőgazdasági vonatkozású bőrelváltozások 1966-ban, a debreceni Bőr- és Nemikórtani Klinika betegforgalma alapján. (Népegészségügy, 1967)
- Orvostársadalmunk fejlődésének időszerű problémái. (Alföld, 1968)
- A csomós vasculitis tünetcsoport kérdéseinek mai állása. (Orvosi Hetilap, 1968. 12.)
- Poliziano betegsége. Orvosi Hetilap, 1968. 14.)
- Az orvosi társadalom fejlődése és orvosetikai problémái. (Orvosi Hetilap, 1968. 19.)
- Gyakorlati bőr- és nemigyógyászat. Egyetemi tankönyv. Szerk. (Budapest, 1971, 2. javított kiadás. 1974)
- A mai gyógyszerfogyasztás egyes problémáiról. Mészáros Csillával. (Orvosi Hetilap, 1971. 46.)
- Iconographia selecta dermatohistologica. Ein dermatologischer Atlas. Dermatológiai atlasz. Vezekényi Klárával. (Budapest, 1975)
- A morbiditásváltozatok az utolsó negyedszázad folyamán különös tekintettel a debreceni beteganyagon szerzett tapasztalatokra. (Orvosi Hetilap, 1976. 26.)
- Emlékezések a Magyar Dermatológiai Társaság múltjára. 1928–1978. (Bőrgyógyászati és Venerológiai Szemle, 1978)

## Díjai, elismerései
- Munka Érdemrend (1953)
- Weszprémi István-emlékérem (orvostört) (1959)
- Kiváló orvos (1963)
- Munka Érdemrend arany fokozata (1964; 1974)
- TIT Aranykoszorús jelvénye (1972)
- Kaposi Mór-emlékérem (dermatológiai) (1976)